# Metanysson
Metanysson (лат.) — род песочных ос из подсемейства Bembicinae (триба Nyssonini). Неарктика и Неотропика от США до Аргентины. Известно 16 видов.

## Описание
Мелкие осы. Вершина заднего бедра с небольшим ложкообразным выступом на внешней стороне, задняя поверхность задней голени с четырьмя крепкими зубцами. Средние голени самцов с двумя шпорами. Переднее крыло с двумя субмаргинальными ячейками. Птеростигма передних крыльев значительно меньше субмаргинальной ячейки II, медиальная жилка передних крыльев расходится перед cu-a. Метасомальный стернум I базально с двойным килем. Относится к трибе Nyssonini Handlirsch, 1925 и подтрибе Nyssonina Handlirsch, 1925. Замечены около норок ос рода Cerceris.
- Metanysson alfkeni
- Metanysson arivaipa
- Metanysson carcavalloi
- Metanysson catamarcensis
- Metanysson cicheroi
- Metanysson coahuila
- Metanysson diezguitas
- Metanysson foersteri
- Metanysson fraternus
- Metanysson horacioi
- Metanysson layano
- Metanysson lipan
- Metanysson solani
- Metanysson toba
- Metanysson tropicalis
- Metanysson yavapai